# فهرست میدان‌های تهران
میدان‌ها و فلکه‌های تهران بر این پایه‌اند: (نام‌های پیشین آن‌ها درون کمانک آمده است) 

تابلو میدان در تهران

## *
- میدان ۱۳ آبان
- میدان ۳۱ شهریور
- میدان ۱۵ خرداد (ارگ)

## آ
- میدان آبک (شمیرانات)
- میدان آرژانتین
- میدان آقانور
- میدان آزادی (شهیاد)
- میدان آیت‌الله سعیدی
- فلکه آب موتور
- فلکه آشتیانی

## ا
- میدان ابن سینا (دروازه شمیران)
- میدان ابوذر (فلاح)
- میدان الغدیر (شمیران نو)
- میدان الف
- میدان امام حسین (فوزیه / شهناز)
- میدان امام خمینی (توپخانه / سپه)
- میدان انقلاب اسلامی (مجسمه / ۲۴ اسفند)
- میدان المپیک
- میدان اتریش
- میدان ابریشم
- میدان اختیاریه
- میدان ازگل
- میدان استقلال (مخبرالدوله / ۲۸ مرداد)
- میدان امامت (وثوق)
- میدان امام حسن مجتبی (اصفهانک)
- میدان امام رضا
- میدان اندرزگو
- فلکه اطلاعات
- میدان اسدآبادی (کلانتری / یوسف‌آباد)

## ب
- میدان بهارستان
- میدان بروجردی
- میدان بهمن (کشتارگاه)
- میدان بازارچه
- میدان باهنر (نیاوران)
- میدان بریانک
- میدان بسیج
- میدان بهداری
- فلکه باغ آذری

## پ
- میدان پاستور
- میدان پونک
- میدان پرستار

## ت
- میدان تجریش (پل تجریش)
- میدان تختی (مهناز)
- فلکه اول تهرانپارس
- فلکه دوم تهرانپارس
- فلکه سوم تهرانپارس
- فلکه چهار تهرانپارس
- میدان توحید (کندی)
- میدان ترنج
- میدان تهرانسر

## ج
- میدان جمهوری
- میدان جهاد
- میدان جشنواره

## چ
- میدان چایچی
- میدان چیذر

## ح
- میدان حر (باغ شاه)
- میدان حسن‌آباد
- میدان حشمتیه

## خ
- میدان خراسان
- فلکه اول خزانه بخارایی
- فلکه دوم خزانه بخارایی
- فلکه سوم خزانه بخارایی
- فلکه چهارم خزانه بخارایی

## د
- میدان دانشگاه
- میدان دربند
- میدان درکه
- میدان دهکده
- میدان دریاچه
- میدان دانشجو
- میدان دانشگاه آزاد اسلامی

## ر
- میدان راه‌آهن
- میدان رازی
- میدان رسالت
- میدان رشدیه

## س
- میدان سبلان
- میدان سپاه (عشرت‌آباد)
- میدان سازمان برنامه
- میدان سرو
- فلکه ستارخان
- میدان سلماس (فرحبخش)

## ش
- میدان شهرری
- میدان شقایق (۴۶ متری نارمک)
- میدان شهدا (ژاله)
- میدان باهنر
- میدان شوش
- میدان شیخ بهایی
- میدان شمشیری
- میدان شعاع (کریمخان زند)
- فلکه اول شهران
- فلکه دوم شهران
- فلکه سوم شهران
- میدان شهرآرا
- میدان شهدای آتش‌نشان
- میدان چهارباغ
- میدان شاهد (گیو)
- میدان شهدای شاملو
- میدان شهر
- میدان شهر زیبا

## ص
- فلکه اول صادقیه (آریا شهر)
- فلکه دوم صادقیه (آریا شهر)
- میدان صنعت
- میدان صاحب الزمان
- میدان صالحی

## ط
- میدان طالقانی (سه‌راه تخت جمشید)

## ع
- میدان عبدالعظیم
- فلکه اول عباسی

## غ
- میدان غیبی

## ف
- میدان فاطمی (آریامهر)
- میدان فردوسی
- میدان فرهنگ
- میدان فلسطین (کاخ)
- میدان فاطمیه

## ق
- میدان قدس (تجریش)
- میدان قزوین
- میدان قیام (شاه)
- میدان قائم
- میدان قنات کوثر

## ک
- میدان کلاهدوز
- میدان کوهک (برادران علیمرادی)
- میدان کاج

## گ
- میدان گلها
- میدان گرگان (ثریا)

## ل
- میدان لوزی

## م
- میدان مادر
- میدان محمدیه (اعدام)
- میدان منیریه
- میدان محلاتی
- میدان معلم
- میدان مقدم (فلاح)
- میدان ملت (شمس‌آباد)
- میدان میعاد
- فلکه اول مشیریه
- فلکه اول مقداد
- فلکه دوم مقداد
- فلکه سوم مقداد
- میدان مادر (محسنی / میرداماد)

## ن
- میدان نوبنیاد
- میدان نبوت (هفت حوض / نارمک)
- میدان نبوت (نازی‌آباد)
- میدان نگهبان (وحیدیه / نظام آباد)
- میدان نماز
- میدان نوری
- فلکه اول نیروی هوایی
- فلکه دوم نیروی هوایی

## و
- میدان وحدت اسلامی (شاهپور / حنیف‌نژاد)
- میدان وصال
- میدان هاشمی (آریانا)
- میدان هرندی (دروازه غار)
- میدان ولی‌عصر (ولیعهد)
- میدان ونک

## ه
- میدان هدایت
- میدان هادی ساعی
- میدان هروی
- میدان هلال احمر (شفق)
- میدان شهدای هفتم تیر (۲۵ شهریور / رضایی‌ها)

## ی
- میدان یاسر